# Fucellia rejecta
Fucellia rejecta är en tvåvingeart som beskrevs av Aldrich 1918. Fucellia rejecta ingår i släktet Fucellia och familjen blomsterflugor. Inga underarter finns listade i Catalogue of Life.